# Aghjakend (Latchine)
Aghjakend (en azéri : Ağcakənd) est un village d'Azerbaïdjan, situé dans le raïon de Latchine. Il comprend également la localité de Qoshasu.

## Histoire
De 1923 à 1930, Aghjakend fait partie du Kurdistan rouge, au sein de la République socialiste soviétique d'Azerbaïdjan. 
En 1992, le village passe sous le contrôle des forces armées arméniennes lors de la guerre du Haut-Karabagh. Il est ensuite intégré dans la république autoproclamée d'Artsakh, au sein de la région de Kashatagh et prend le nom de Drakhtadzor (Դրախտաձոր).
Le 1er décembre 2020, le village repasse sous la souveraineté de l'Azerbaïdjan, comme l'ensemble du raion de Latchine, conformément à l'accord de cessez-le-feu du Haut-Karabakh,.

## Démographie
La population s'élevait à 78 habitants en 2005 et à 62 habitants en 2015.